# Пролазница
Пролазница (болг. Пролазница) — село в Болгарии. Находится в Видинской области, входит в общину Белоградчик. Население составляет 14 человек.

## Политическая ситуация
Пролазница подчиняется непосредственно общине и не имеет своего кмета.
Кмет (мэр) общины Белоградчик — Емил Евгениев Цанков (независимый) по результатам выборов в правление общины.